# Coxsackie (Nueva York)
Coxsackie es un pueblo ubicado en el condado de Greene en el estado estadounidense de Nueva York. En el año 2000 tenía una población de 8.884 habitantes y una densidad poblacional de 93.0 personas por km².

## Demografía
Según la Oficina del Censo en 2000 los ingresos medios por hogar en la localidad eran de $37,830, y los ingresos medios por familia eran $46,189. Los hombres tenían unos ingresos medios de $37,823 frente a los $26,859 para las mujeres. La renta per cápita para la localidad era de $16,830. Alrededor del 12.9% de la población estaban por debajo del umbral de pobreza.